# Unió Africana

Països que formen la Unió Africana.

La Unió Africana (UA) (francès: Union africaine) és una organització composta per cinquanta-cinc estats africans. Va ser establerta el 2001 com a successora amalgamada de la Comunitat Econòmica Africana (CEA) i l'Organització per a la Unitat Africana (OUA). Eventualment la UA anima a tenir una sola moneda i unes úniques forces armades integrades, així com d'altres institucions d'estat incloent-hi un gabinet per al cap de la UA. El propòsit de la unió és ajudar a assegurar la democràcia, els drets humans i una economia sostenible a l'Àfrica, especialment portant la fi dels conflictes africans interns i creant un mercat comú efectiu.

## Característiques generals
La Unió Africana és governada per l'Assemblea de la Unió Africana i el Parlament Panafricà que estan assistits per la Comissió de la Unió Africana que constitueix una de les secretaries del Parlament Panafricà. El president actual del Parlament és Roger Nkodo Dang. Alpha Condé, president de Guinea és el president de l'Assemblea. Moussa Faki és l'actual president de la Comissió.
La Unió Africana cobreix tot el continent. La primera intervenció militar de la UA en un estat membre va ser el maig del 2003 desplegant una força de pau composta de soldats de Sud-àfrica, Etiòpia i Moçambic a Burundi per supervisar la posada en pràctica de diversos acords. Les tropes de la UA també es troben desplegades al Sudan per mantenir la pau pel Conflicte del Darfur. El 1994 l'OAU no va estar atenta a la situació del país i només va donar ajuda humanitària al conflicte.

## Història de la Unió Africana
Els antecedents de la Unió Africana se situen en els anomenats Grup de Casablanca i Grup de Monròvia, format per dos conjunts de països amb idees divergents sobre el grau d'integració política que representava el panafricanisme. Mentre que els primers advocaven per una gran transferència de poders dels estats cap a una entitat supranacional, els segons volien veure aquesta transferència limitada.
Aquests grups varen convergir finalment en la Unió d'Estats Africans, amb una clara influència del Grup de Monròvia. Aquesta primerenca confederació va ser liderada per Kwame Nkrumah el 1963, així com els següents intents d'unir a l'Àfrica, incloent-hi l'Organització per a la Unitat Africana (OUA), que es va establir el 25 de maig del 1963, i la Comunitat Econòmica Africana el 1981. Els crítics argumentaren que la OUA en particupar va fer molt poc per protegir els drets i les llibertats dels ciutdans africans dels seus propis líders polítics, arribant a anomenar-la un "Club de Dictadors".
La idea de crear la UA va reviure a mitjans de la dècada del 1990 com a resultat dels esforços del Front per a la Unificació Africana, i amb l'impuls de Moammar al-Gaddafi. Els caps d'estat i de govern de l'OAU varen signar la Declaració de Sirte el 9 de setembre del 1999, cridant a l'establiment de la Unió Africana. La declaració va ser seguida per la cimera de Lomé el 2000, quan es va adoptar la Declaració Constitutiva de la Unió Africana a Lusaka el 2001, quan es va adoptar el pla per a la implementació de la Unió Africana.
La UA es va posar en marxa a Durban el 9 de juliol del 2002, pel seu primer president sud-africà Thabo Mbeki, en la primera sessió de l'Assemblea de la Unió Africana. La segona sessió de l'Assemblea va ser a Maputo el 2003, i la tercera sessió a Addis Ababa el 6 de juliol del 2004.
La seva Declaració de Constitució convida i encoratja la plena participació de la diàspora africana, com una part important part en la construcció de la Unió Africana". El Govern de la Unió Africana ha definit la diàspora aficana com la "gent d'origen africà vivint a fora del continent, independentment de la seva nacionalitat i que estan desitjant contribuir en el desenvolupament del continent i la construcció de la Unió Africana".

## Membres
La Unió Africana té cinquanta-quatre membres i abasta la totalitat de l'Àfrica.
Membres actuals
| Algèria · Angola · Benín · Botswana · Burkina Faso · Burundi · Camerun · Cap Verd · República Centreafricana · Comores · República del Congo · República Democràtica del Congo · Costa d'Ivori · Djibouti · Egipte · Eritrea · Etiòpia |  | Gabon · Gàmbia · Ghana · Guinea · Guinea Bissau · Guinea Equatorial · Kenya · Lesotho · Libèria · Líbia · Madagascar · Malawi · Mali · Marroc · Macau · Maurici · Moçambic · Namíbia · Níger · Nigèria · Ruanda |  | Sàhara Occidental · São Tomé i Príncipe · Senegal · Seychelles · Sierra Leone · Somàlia · Sud-àfrica · Sudan · Swazilàndia · Tanzània · Togo · Tunísia · Txad · Uganda · Zàmbia · Zimbàbue |  |

## Cimeres
| Núm. | Ciutat i Estat | Ciutat i Estat | Data                             |
| ---- | -------------- | -------------- | -------------------------------- |
| 1a   | Durban         | Sud-àfrica     | 9-11 de juliol de 2002           |
| 2a   | Maputo         | Moçambic       | 10-11 de juliol de 2003          |
|      | Sirte          | Líbia          | febrer de 2004 *                 |
| 3a   | Addis Abeba    | Etiòpia        | 6-8 de juliol de 2004            |
| 4a   | Abuja          | Nigèria        | 24-31 de gener de 2005           |
| 5a   | Sirte          | Líbia          | 28 de juny - 5 de juliol de 2005 |
| 6a   | Khartum        | Sudan          | 16-24 de gener de 2006           |
| 7a   | Banjul         | Gàmbia         | 25 de juny - 2 de juliol de 2006 |

* Reunió extraordinària.

## Organització
L'actual cap d'estat de la Unió Africana és en Gertrude Mongella el qual també és president del parlament pan-africà. El President de la Unió Africana és en Denis Sassou-Nguesso, i el President de la Comissió Africana és l'Alpha Oumar Konaré.
La Unió Africana té un nombre d'organitzacions oficials:
Parlament Panafricà (PAP)Ha d'esdevenir l'organisme legislatiu més elevat de la Unió Africana. La seu és a Midrand, Sud-àfrica. El parlament està compost per 265 representants electes d'un total de 53 estats de la UA, i proven de proveir de la participació popular de la societat civil en els processos de govern democràtic.
Assemblea de la Unió AfricanaComposta pels caps d'estat i de govern dels estats de la Unió, l'Assemblea és actualment el cos superior de govern de la Unió Africana. Gradualment està traslladant alguns dels seus poders de decisió al parlament panafricà. Es troben un cop a l'any i realitzen les seves decisions més concens o per majoria de dos terços. L'actual (a data de 2006) cap de l'assemblea és en Denis Sassou-Nguesso, president del Congo-Brazzaville.
Comissió AfricanaLa secretaria de la Unió Africana, composta de deu comissionats i plantilla de suport establerta a Addis Ababa, Etiòpia. Està dissenyada a imitació de la Comissió Europea i és per tant responsable de l'administració i coordinació de les activitats i cimeres de la Unió.
Cort de Justícia AfricanaPer tractar els abusos de drets humans a l'Àfrica. La cort consistirà en onze jutges elegits en assemblea. Kenya i Uganda han expressat el seu interés a hostatjar la cort.
Consell ExecutiuCompost de ministres designats pels governs dels estats membres. Decideix en assumptes com el comerç exterior, la seguretat social, menjar, agricultura i comunicacions, és responsable davant l'Assemblea, i prepara material per a l'assemblea per discutir i aprovar.
Comitè dels Representants PermanentsCompost de representants permanents elegits pels estats membres, el comitè prepara la feina del Consell Executiu. (Equivalent de la Unió Europea: el Comitè dels Representants Permanents.
Consell de la Pau i SeguretatProposat a la Cimera de Lusaka del 2001. Té 15 membres responsables de monitorar i intervenir en conflictes, amb una força africana a la seva disposició. Un intent d'imitar el Consell de Seguretat de les Nacions Unides.
Consell Econòmic, Social i CulturalUn òrgan consultiu compost per representants civils i professionals, semblant a l'europeu Consell Econòmic i Social.
Comitès Tècnics EspecialitzatsTracten sobre economia rural i matèries agrícoles; afers monetaris i de finançament; comerç, costums, i matèries d'immigració; indústria, ciència i tecnologia, energia, recursos naturals, i medi ambient; transport, comunicacions, i turisme; salut, feina i afers socials; educació, cultura, i recursos humans.
Institucions financeresBanc Central Africà, Banc d'Inversió Africà, Fons Monetari Africà.

## Paper de ladiàspora
L'Acta Constitutiva de la Unió Africana declara que "convidarà i encoratjarà la plena participació de la diàspora africana com a part important del nostre continent, en la construcció de la Unió Africana". La Comissió de la Unió Africana ha definit la diàspora africana com aquella "composta per persones d'origen africà que viuen fora del continent, independentment de la seua nacionalitat i ciutadania i que estan disposades a contribuir al desenvolupament del continent i a la construcció de la Unió Africana".

## Assumptes actuals

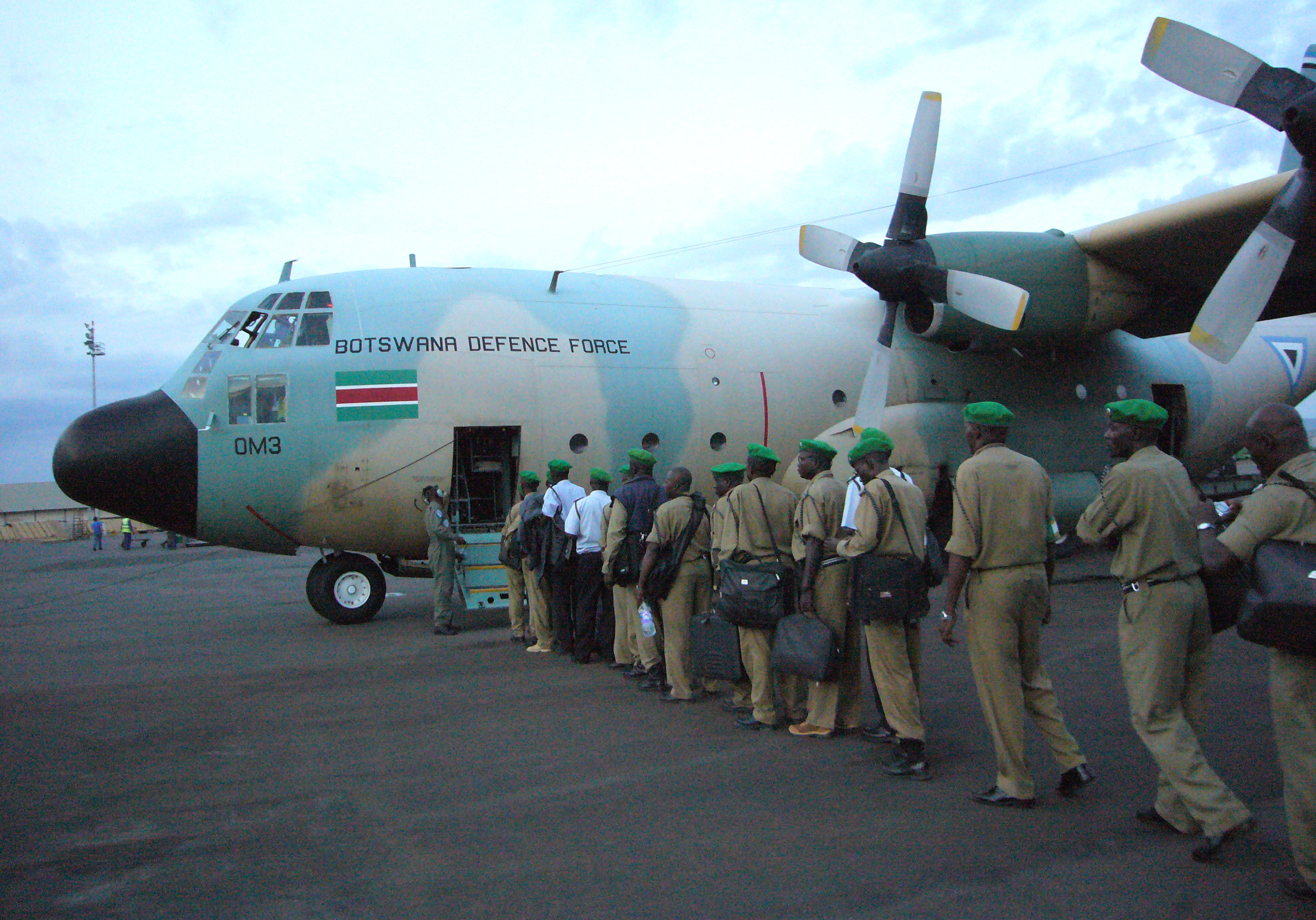
Policies ugandesos embarcant a bord d'un C-130 a l'aeroport de Kigali (Ruanda) després d'un any de desplegament a la regió de Darfur en una missió de pau per part de la Unió Africana.

La Unió Africana ha de fer front a molts desafiaments, incloent-hi assumptes mèdics com combatre la malària i l'epidèmia de sida/VIH; assumptes polítics com confrontar-se a règims antidemocràtics i mitjançar en diverses guerres civils; assumptes econòmics com la millora de l'estàndard de vida de milions de pobres, la manca d'educació; aspectes ecològics com batallar contra les recurrents fams, la desertificació i la manca de sostenibilitat; així com aspectes de la llei internacional i l'encara no acabada descolonització del Sàhara Occidental.
En resposta al Conflicte del Darfur al Sudan, la UA ha enviat 7.000 pacificadors, molts de Ruanda, al Darfur. Una conferència de donants a Addis Ababa el 2005 va ajudar a obtenir fons per mantenir els pacificadors tot aqueix any i fins al juliol del 2006. Crítics dels pacificadors de la UA, incloent-hi el Dr. Eric Reeves, han dit que aquestes forces són molt inefectives degut a la manca de fons, personal, i traça. Controlar una àrea de la mida de França feia molt difícil sostenir una missió efectiva. El juny del 2006, el congrés dels Estats Units varen aprovar 173 milions de dòlars per a les forces de la UA. N'hi ha com els de Genocide Intervention Network, que han fet una crida a ua intervenció de les Nacions Unides o l'OTAN per augmentar o substituir els pacificadors. La UA està meditant d'enviar-hi una força més potent.
En resposta a la mort de Gnassingbé Eyadéma, president del Togo, el 5 de febrer del 2005, els líders de la UA varen descriure el nomenament del seu fill Faure Gnassingbé coma successor, com un cop militar. La constitució del Togo mana al portaveu del parlament de succeir el president en cas de mort d'aquest. Per llei el portaveu del president ha de convocar unes noves eleccions per triar un nou president en els següents seixanta dies. La protesta de la UA va forçar a Gnassingbé a convocar eleccions. Sota molt fortes crítiques de frau electoral va ser oficialment elegit president el 4 de maig del 2005.
També, el 3 d'agost del 2005 hi va haver un cop d'estat a Mauritània que va conduir a la Unió Africana a bandejar el país de la Unió Africana. El Consell Militar que va prendre el control de Mauritània va prometre de convocar eleccions en dos anys.
Entre els conflictes actuals hi ha el Conflicte de Casamance al Senegal; el Conflicte d'Ituri, una extensió de la Segona Guerra del Congo; la Guerra Civil de la Costa d'Ivori; i la Guerra Civil de Somàlia, associada amb la proclamació d'independència de Somalilàndia. Encara cuegen políticament el Conflicte Txad-Sudan, la Segona Guerra Civil Sudanesa, i el conflicte d'Uganda amb els Senyors de la Resistència Armada. Zimbàbue també està sotmès a una crisi política.
Tanmateix, l'aspecte més seriós al que s'ha d'enfrontar Àfrica no són les disputes entre nacions sinó la ràpida disèrsió de la pandèmia de la sida. L'Àfrica Subsahariana és de lluny l'àrea més afectada en el món, i la infecció està matant milions de persones anualment. L'epidèmia ha afectat més del 25% de la població del sud d'Àfrica i països com Sud-àfrica, Botswana, Kenya, Namíbia i Zimbàbue estan veient reduïda l'esperança de vida en diversos anys. Els efectes a Sud-àfrica que compon el 30% de l'economia amenacen d'impedir perceptiblement el creixement del PIB, i afectar negativament el comerç intern i extern del continent.
La controvèrsia va aparèixer a la cimera del 2006 quan el Sudan va anunciar un candidat com a president de la UA. Cinc estats membres varen amenaçar de retirar el suport al candidat sudanès degut a les tensions amb el Darfur. Finalment el Sudan va retirar la seva candidatura i en Denis Sassou-Nguesso de la República del Congo va ser elegit per un mandat d'un any.

## Economia
La suma total de les economies dels estats de la Unió Africana suposaria la dissetena economia mundial amb un PIB de 500 miliards de dòlars estatunidencs i es col·locaria per darrere de la dels Països Baixos. Entre els objectius futurs de la Unió Africana hi ha la creació d'una zona de lliure comerç, una unió duanera, un mercat únic, un banc central i una moneda comuna amb els quals establir una autèntica unió econòmica i monetària. El pla actual consisteix a crear una Comunitat Econòmica Africana amb una moneda única pels volts de 2023.
La Unió Africana va fomentar l'Acord de Lliure Comerç del Continent Africà (AFCFTA) és un acord comercial vigent entre els 27 estats membres de la Unió Africana. Va ser signat a Kigali, Rwanda, el 21 de març de 2018

## Llengües
La Unió Africana promou l'ús de les llengües africanes quan sigui possible en la seva feina. Les seves altres llengües oficials són l'àrab, l'anglès, el francès, el portuguès, l'espanyol i el swahili. Fundada el 2001, l'Acadèmia Africana de les Llengües promou l'ús de la perpetuació de les llengües africanes entre els africans.

## Geografia
Els estats membres de la Unió Africana abasten gairebé la totalitat de l'Àfrica continental i diverses illes davant la costa. En conseqüència, la geografia de la Unió Africana és tremendament diversa, incloent-hi el desert calent més gran del planeta (el Sàhara), grans selves tropicals i pluvials, i sabanes i el riu més llarg del món (el riu Nil).
La Unió Africana compta en l'actualitat amb una superfície de 29.922.059 km² i 24.165 km de costa. La gran majoria d'aquesta zona es troba a l'Àfrica continental i l'únic territori fora del continent (Madagascar, la quarta illa més gran del món) només representa una mica menys del 2% total.

## Declaració sobre lasobiraniaafricana
El maig de 2004 la Comissió de la Unió Africana va emetre un Pla Estratègic en què per primera vegada va reclamar la fi de l'ocupació del territori africà encara ocupat per estats no africans. Aquests territoris són els següents:
| Territoris        | "Països ocupants" |
| ----------------- | ----------------- |
| Chagos            | Gran Bretanya     |
| Santa Helena      | Gran Bretanya     |
| Illes Canàries    | Estat espanyol    |
| Açores            | Portugal          |
| Madeira           | Portugal          |
| Illa de la Reunió | França            |
| Mayotte           | França            |
| Ceuta i Melilla   | Estat espanyol    |

## Símbols
La Unió Africana s'ha proveït dels seus propis símbols comparables als d'un estat: la bandera, l'emblema i l'himne (Let Us All Unite and Celebrate Together).
La bandera té una àmplia franja horitzontal verda, una estreta banda d'or, l'emblema de la Unió Africana al centre d'una àmplia franja de color blanc, una altra banda estreta daurada i una àmplia franja verda. El verd i l'or simbolitzen les esperances i les aspiracions d'Àfrica, i també la seua riquesa i el seu futur brillant, mentre que el blanc representa la puresa de la voluntat d'Àfrica d'establir vincles d'amistat arreu del planeta. Aquesta bandera ha portat a identificar els colors daurat i verd (de vegades, també el blanc) com els "colors nacionals" del continent africà i, així, aquests colors són visibles d'una manera o d'una altra en les banderes de molts estats africans. A més, els colors verd, daurat i vermell constitueixen els colors del panafricanisme.

## Llista de presidents
| Presidents de la Unió Africana |                       |                       |                     |
| Nom                            | Inici mandat          | Final mandat          | País                |
| Thabo Mbeki                    | 9 de juliol del 2002  | 10 de juliol del 2003 | Sud-àfrica          |
| Joaquim Chissano               | 10 de juliol del 2003 | 6 de juliol del 2004  | Moçambic            |
| Olusegun Obasanjo              | 6 de juliol del 2004  | 24 de gener del 2006  | Nigèria             |
| Denis Sassou-Nguesso           | 24 de gener del 2006  | 24 de gener del 2007  | República del Congo |
| John Kufuor                    | 30 de gener del 2007  | 31 de gener del 2008  | Ghana               |
| Jakaya Kikwete                 | 31 de gener del 2008  | 2 de febrer del 2009  | Tanzània            |
| Moammar al-Gaddafi             | 2 de febrer del 2009  | 31 de gener del 2010  | Líbia               |
| Bingu wa Mutharika             | 31 de gener del 2010  | 31 de gener del 2011  | Malawi              |
| Teodoro Obiang Nguema          | 31 de gener del 2011  | 29 de gener del 2012  | Guinea Equatorial   |
| Yayi Boni                      | 29 de gener del 2012  | 27 de gener del 2013  | Benín               |
| Hailemariam Desalegn           | 27 de gener del 2013  | 30 de gener del 2014  | Etiòpia             |
| Mohamed Ould Abdel Aziz        | 30 de gener del 2014  | 30 de gener del 2015  | Mauritània          |
| Robert Mugabe                  | 30 de gener del 2015  | 30 de gener del 2016  | Zimbàbue            |
| Idriss Déby                    | 30 de gener del 2016  | 30 de gener del 2017  | Txad                |
| Alpha Condé                    | 30 de gener del 2017  | al càrrec             | Guinea              |